# Stielgranate 41

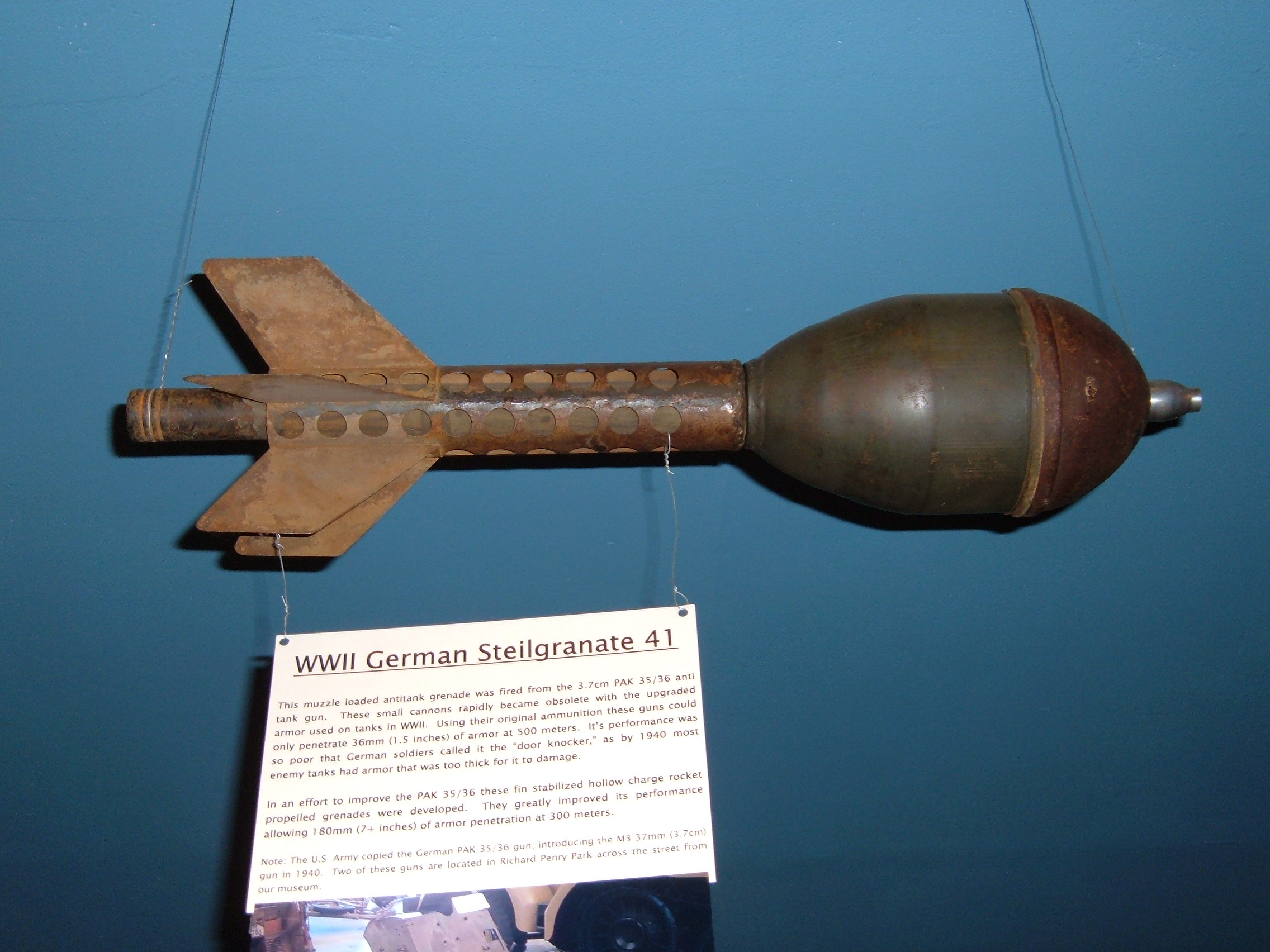
Stielgranate 41

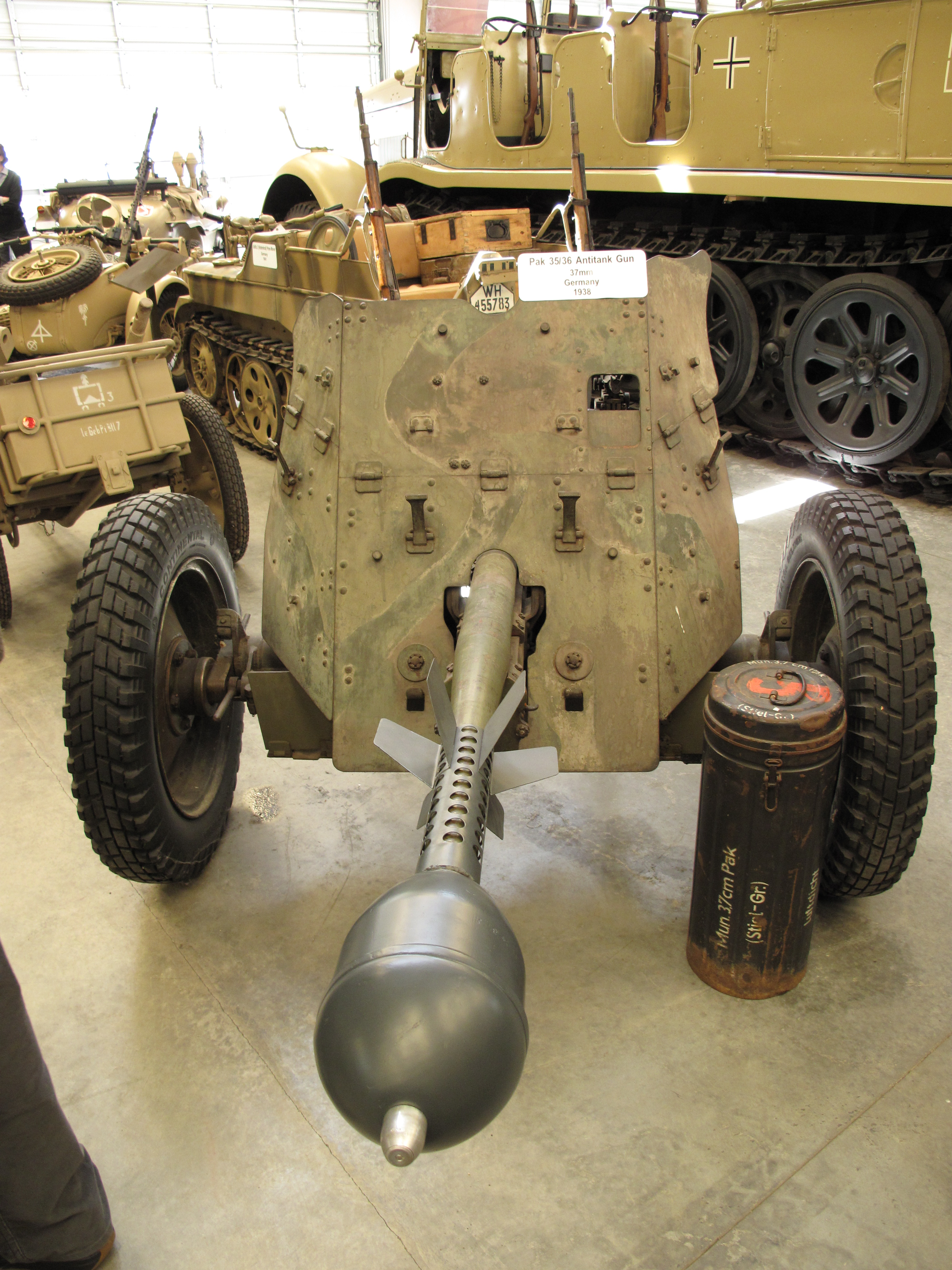
Armata PaK 36 z pociskiem nadkalibrowym

Stielgranate 41 – niemiecki nadkalibrowy, stabilizowany brzechwowo pocisk kumulacyjny, używany do armaty PaK 36.
Już podczas kampanii francuskiej w 1940 roku, 37-milimetrowa armata PaK 36, standardowe działo przeciwpancerne Wehrmachtu często nie było w stanie przebić grubych pancerzy czołgów francuskich i brytyjskich. Podczas inwazji na ZSRR działo to okazało się niemal całkowicie bezużyteczne. Niemcy stopniowo zastępowali je działami większego kalibru, jak PaK 38, ale postanowili też zwiększyć możliwości bojowe armat 37-milimetrowych, ze względu na ich wielką liczbę w armii.
Opracowano więc do działa nasadkowy, nadkalibrowy pocisk kumulacyjny. Przypominał on karabinowe granaty nasadkowe. Posiadał trzon, którego trzpień wsuwał się do lufy działa, a perforowana tuleja, na której umieszczone były cztery brzechwy stabilizujące, obejmowała lufę z zewnątrz. Wystrzeliwany był za pomocą ślepego naboju, z prędkością około 110 m/s, co dawało zasięg około 800 metrów przy kącie strzału 25°, a około 180 metrów przy strzelaniu na wprost (kąt podniesienia 5°).
Pocisk miał masę 8,6 kilograma (z czego na ładunek kruszący przypadało 2,42 kg), długość (z trzonem) 73,9 centymetra i kaliber 160 milimetrów. Wyposażony był w dwa zapalniki, czołowy, działający przy trafieniach pod kątem prostym, i denny, detonujący przy trafieniach pod kątem ostrym. Wykorzystywano zapalniki Bd Z 5130 – Bodenzünder 5130 (denny) oraz czołowe: AZ 5075 – Aufschlagzünder 5075, taki sam jak w pociskach do pancerzownicy Panzerschreck i jego ulepszoną wersję AZ 5095 – Aufschlagzünder 5095.
Silny ładunek i duży kaliber zapewniał przebijalność do 180-milimetrowej płyty pancernej, co wystarczało by pokonać dowolny czołg II wojny światowej. Ponieważ efekt kumulacyjny nie zależy od prędkości pocisku, trafienie było równie groźne z każdego dystansu. Efektywny zasięg wynosił jednak około 300 metrów, na większych dystansach pocisk był zbyt niecelny. Dodatkowym utrudnieniem w użyciu Stielgranate była konieczność opuszczenia ukrycia przez ładowniczego i wyjścia przed front działa, by założyć kolejny pocisk na lufę.